# 楊沂秀
楊沂秀，贵州鎮遠人，清朝政治人物，同進士出身。
嘉慶十九年（1814年）甲戌科進士，三甲七十名。选陕西鄠县知县。传闻其幼时童子试，县府院考均列第五，後來乡、会榜亦皆中第五，挑选鄠县知县时，掣签又为第五名，人称之为“杨第五”。